# マイケル・キャンベル
マイケル・キャンベル（Michael Campbell，CNZM，1969年2月23日 - ）は、ニュージーランド・ハウェラ出身の元プロゴルファー。2005年の全米オープン優勝者で、当地のプロゴルファーとして史上2人目のメジャー大会優勝者となった。
キャンベルは1992年の全豪アマチュア選手権とアイゼンハワートロフィーのニュージーランド優勝に貢献し、1993年にプロ入り。1995年の全英オープン（セント・アンドルーズ、R&Aゴルフクラブ）で初日首位に立ち、最終順位で3位に入った。この年は日本のダンロップ・フェニックス選手権にも招待を受け、初来日する。しかし、その後は長期間のスランプに悩んだ。
2001年に日本の静岡県・御殿場市の「太平洋クラブ御殿場コース」に誘致されたEMCワールドカップにニュージーランド代表として出場し、デビッド・スメイルとコンビを組んで優勝争いを演じた。この大会は4ヶ国によるプレーオフにもつれこみ、ニュージーランド・チームはプレーオフに進んだが、そこで南アフリカチームに敗れ、ワールドカップ優勝はならなかった。
2005年の全米オープン（パインハースト・リゾート・ゴルフクラブ, コースNo.2, パー70）にて、後続で追っていたタイガー・ウッズを2打差で振り切り、イーブンパー（E, 280ストローク）で初優勝。ニュージーランド人のプロゴルファーとして、1963年の全英オープン優勝者ボブ・チャールズ以来のメジャー大会優勝者に輝いた。全米優勝の5か月後、ダンロップ・フェニックス選手権にも10年ぶり2度目の出場をした。
2015年、現役を引退した。

## プロ優勝 (15)

### ヨーロピアンツアー優勝 (8)
| Legend                  |
| Major Championships (1) |
| Other European Tour (7) |

| No. | 年月日      | トーナメント                     | スコア                | 打差    | 2位(タイ)                                                                              |
| --- | ----------- | -------------------------------- | --------------------- | ------- | -------------------------------------------------------------------------------------- |
| 1   | 11 Nov 1999 | ジョニー・ウォーカー・クラシック | −12 (66-71-69-70=276) | 1打差   | ジェフ・オギルビー                                                                     |
| 2   | 30 Jan 2000 | ハイネケン・クラシック           | −20 (68-69-65-66=268) | 6打差   | トーマス・ビヨン                                                                       |
| 3   | 1 Oct 2000  | ジャーマン・マスターズ           | −19 (68-64-65=197)    | 1打差   | ホセ・コセレス                                                                         |
| 4   | 4 Feb 2001  | ハイネケン・クラシック           | −18 (69-70-67-64=270) | 5打差   | デビッド・スメイル                                                                     |
| 5   | 7 Jul 2002  | ヨーロピアン・オープン           | −6 (68-71-70-73=282)  | 1打差   | ブラッドリー・ドレッジ, レティーフ・グーセン, パドレイグ・ハリントン, ポール・ローリー |
| 6   | 27 Jul 2003 | ニッサン・アイリッシュ・オープン | −11 (66-69-71-71=277) | Playoff | トーマス・ビヨン, ピーター・ヘッドブロム                                               |
| 7   | 19 Jun 2005 | 全米オープン                     | E (71-69-71-69=280)   | 2打差   | タイガー・ウッズ                                                                       |
| 8   | 18 Sep 2005 | 世界マッチプレー選手権           | 2&1                   | 2&1     | ポール・マッギンリー                                                                   |

### オーストラレーシアPGAツアー (7)
- 1993 (1) キヤノン・チャレンジ
- 1995 (1) アレフレッド・ダンヒル・マスターズ
- 1999 (1) ジョニー・ウォーカー・クラシック (欧州ツアー共催)
- 2000 (3) ニュージーランド・オープン, エリクソン・マスターズ, ハイネケン・クラシック (欧州ツアー共催)
- 2001 (1) ハイネケン・クラシック (欧州ツアー共催)

### チャレンジツアー (3)
- 1994 (3) Memorial Olivier Barras, Bank Austria Open, Audi Quattro Trophy